# Hassingham
Hassingham är en by i civil parish Strumpshaw, i distriktet Broadland, i grevskapet Norfolk, i England. Byn är belägen 14 km från Norwich. Hassingham var en civil parish fram till 1935 när blev den en del av Strumpshaw. Civil parish hade 114 invånare år 1931. Byn nämndes i Domedagsboken (Domesday Book) år 1086, och kallades då Hasingeham.